# Apollo 13 (film)
Apollo 13 – amerykański film katastroficzny z 1995 roku opisujący lot misji Apollo 13 na Księżyc. Zdjęcia kręcono m.in. na Florydzie oraz w Houston.
W 2002 roku film został wydany powtórnie w zmodyfikowanej wersji jako film IMAX.
W 2023 roku został wprowadzony do Narodowego Rejestru Filmowego Stanów Zjednoczonych jako film „znaczący kulturowo, historycznie bądź estetycznie”.

## Obsada
| Aktor               | Rola              |
| ------------------- | ----------------- |
| David Andrews       | Pete Conrad       |
| Kevin Bacon         | Jack Swigert      |
| Xander Berkeley     | Henry Hurt        |
| Loren Dean          | John Aaron        |
| Chris Ellis         | Deke Slayton      |
| Tom Hanks           | Jim Lovell        |
| Ed Harris           | Gene Kranz        |
| Clint Howard        | Seymour Liebergot |
| Jean Speegle Howard | Blanch Lovell     |
| Rance Howard        | Reverend          |
| Miko Hughes         | Jeffrey Lovell    |
| Kathleen Quinlan    | Marilyn Lovell    |
| Bill Paxton         | Fred Haise        |
| Gary Sinise         | Thomas Mattingly  |

## Nagrody i nominacje

### Oscary1996

#### Wygrane statuetki
- Montaż – Mike Hill, Daniel Hanley
- Dźwięk – Rick Dior, Steve Pederson, Scot Millan, David MacMilan

#### Nominacje
- Najlepszy aktor drugoplanowy – Ed Harris
- Najlepsza aktorka drugoplanowa – Kathleen Quinlan
- Najlepsza scenografia – Michael Corenblith, Merideth Boswell
- Najlepsza muzyka – James Horner
- Najlepszy film – Brian Grazer
- Najlepsze efekty wizualne – Robert Legato, Michael Kanfer, Leslie Ekker, Matt Sweeney
- Najlepszy scenariusz adaptowany – William Broyles Jr., Al Reinert